# David Torrents i Mingarro
David Torrents i Mingarro (Badalona, 1976) és un mosso d'esquadra –actualment en excedència– i polític català, militant de Junts per Catalunya i líder local de la formació a Badalona, on era regidor des de 2019 i membre del govern de la ciutat en coalició amb el PSC, ERC i Comuns. Des de 2022 fins les eleccions municipals de 2023, en les quals no va obtenir representació. Forma part de l'executiva nacional del partit com a secretari d'organització.
És mosso d'esquadra de professió, actualment en excedència, especialitzat en terrorisme islàmic i implicat en la Unitat d'Atenció i Valoració d'Afectats per Terrorisme. Membre inicialment de les joventuts d'Esquerra Republicana, el 2007 va abandonar-la a causa del desencant del tripartit i va ser passar a Convergència Democràtica de Catalunya, fitxat pel llavors líder local de Convergència i Unió, Ferran Falcó, que el va tenir com a coordinador d'intervenció comunitària. El 2016 esdevé president del Partit Demòcrata Català a Badalona i és elegit com a cap de llista de Junts per Catalunya a la ciutat, essent l'únic que va presentar avals.
A les eleccions municipals de 2019 va ser elegit regidor a l'Ajuntament de Badalona i va donar suport a la candidatura a l'alcaldia d'Àlex Pastor, del PSC, amb qui va formar govern de coalició. Quan es va proposar la moció de censura al llavors alcalde Xavier Garcia Albiol el 2021 hi va votar a favor i va formar govern de coalició amb el PSC, ERC i Comuns, esdevenint alcalde el socialista Rubén Guijarro. Va esdevenir tercer tinent d'alcalde i regidor de protecció a les persones i impuls comercial del govern local. Durant el mandat, es va suprimir el Consorci Badalona Sud, per destinar el seu pressupost a serveis socials, malgrat que l'eliminació va suscitar certes crítiques.
El 2023 va ser de nou candidat a l'alcaldia de Badalona a les eleccions municipals, però no va obtenir representació al consistori.
En l'àmbit de la política nacional catalana, és pròxim a Laura Borràs, qui el va proposar com a membre de l'executiva al congrés nacional d'Argelers en la candidatura conjunta de Borràs i Jordi Turull, tanmateix no va ser elegit perquè no obtenir el 50% mínim de sufragis que obliga el reglament. No obstant això, el secretari general Turull, va proposar sotmetre la seva candidatura a una segona votació i el 16 de juny de 2022 la militància de Junts va validar-lo com a secretari d'organització, malgrat que la participació en les votacions va ser encara menor.
El 2024 es presenta a les eleccions al Parlament de Catalunya en 23a posició a la llista per Barcelona de Junts per Catalunya.